# Paul-Franz Namur
Paul-Franz Namur, né le 12 janvier 1877 à Valenciennes et mort le 8 septembre 1958 à Antibes, est un illustrateur, affichiste, rédacteur en chef et essayiste français.

## Biographie
Paul-Franz Namur fait ses études à l’Académie des Beaux-arts de Valenciennes. Puis à Paris à l’Académie Julian. Il s'oriente à la fois vers le portrait, les paysages et les allégories. 
Paul-Franz Namur peint des lieux touristiques comme la place Saint-Marc à Venise ; puis de nombreux paysages de montagnes enneigées. En effet en novembre 1900, il épouse à l'église Saint Philippe du Roule à Paris, Madeleine Vallot, fille de Joseph Vallot, fondateur et directeur de l’observatoire du Mont-Blanc, chevalier de la légion d’Honneur, Président d’honneur du club alpin français. Elle-même est alpiniste de renommée mondiale qui détient le record du monde d’ascension du Mont Blanc avec 6 ascensions et 3 stations de 10 jours à l’observatoire Vallot. Il illustrera plusieurs fois des couvertures de revues et de magazines, notamment Femina ou Les Annales.
En 1904, Paul-Franz Namur devient Rédacteur en chef de la Revue illustrée, à la suite de la prise de contrôle du journal L'Illustration en mars 1904 par la famille de Ludovic Baschet. Paul-Franz Namur en profite pour changer la formule de la Revue illustrée « bimensuel de la haute société artistique, littéraire et mondaine ». En 1907, Paul-Franz Namur, tout en restant directeur artistique, est remplacé comme Rédacteur en chef, par Jules Lamarre, éditeur par ailleurs de livres scientifiques. 
Il expose au Salon des Artistes Français et au Salon d’Automne. 
En 1908, il fait le portrait de l'écrivaine et dramaturge Jehanne d'Orliac.
En 1909, il portraiture dans son atelier de la rue Spontini à Paris, Mata Hari.  
La Première Guerre mondiale le marque à tout jamais. Mobilisé, il combat sur le front et relate par de nombreux croquis au fusain, les horreurs de la guerre, par des représentations factuelles ou allégoriques noires et lugubres sur l'univers du conflit mondial. Après la Grande Guerre, "la Der des Ders", il publie un ouvrage relatant cette période terrible sous le titre "Les Limaces sur les lauriers" qu'il édite lui-même, à compte d'auteur, dans son atelier de la rue Spontini.
En 1924, il illustre la couverture du livre de Myrtil Schwartz, Vers l'idéal par la montagne, souvenirs de mes escalades de haute montagne en Europe et en Amérique, dont la préface est rédigée par sa femme Madeleine Namur-Vallot. 
En 1929, il édite un essai pamphlétaire anti-communiste sous le titre "A Mon Ami Kokolando: sauvage des iles de la Sagesse", édité par les éditions de l'Éléphant Vert à Paris. 
Durant l'entre-deux-guerres, Paul-Franz Namur, qui s'est installé à Antibes avec sa femme et leur fille, (Germaine Namur née en septembre 1901 à Paris), reçoit le monde de l'art dans leur villa de la côte d'Azur.
En 1940, lors de la Seconde Guerre mondiale, il s'engage dans la Légion française des combattants en tant qu'ancien combattant de la Grande Guerre. 
Après ce dernier conflit mondial, il est arrêté en avril 1945 pour son engagement derrière Pétain. Il est emprisonné quelque temps dans la prison d'Antibes puis mis en résidence surveillée à l'hôtel Montfleury à Cannes avant d'être libéré au bout de six mois. Il écrira un livre durant sa captivité pour crier son légitimisme. Il y  relate dans ce journal, quel fut son quotidien au cours des six mois qu'il passa derrière les barreaux. Se présentant en véritable martyr, le pétainiste qu'il est dénonce l'épuration à la Libération en France. Cet ouvrage sera publié en 1950 sous le titre "J'ai choisi la prison : Souvenirs et jugements pour plaire aux uns, déplaire aux autres et satisfaire ma liberté de penser." par un groupe d'amateurs à Antibes.  
Paul-Franz Namur meurt le 8 septembre 1958 à Antibes.

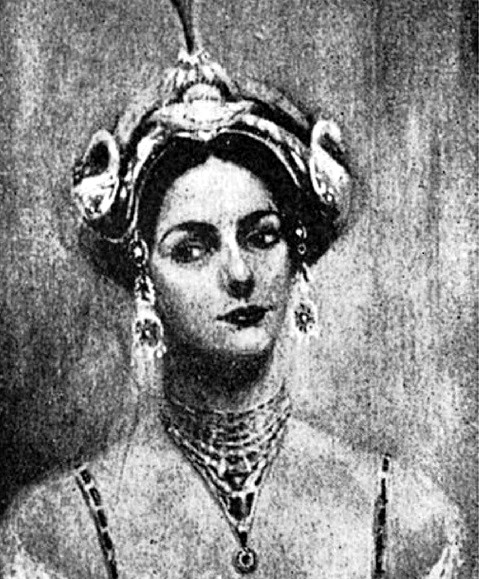
Portrait de Mata Hari par Paul-Franz Namur (1909)